# Тенардит
Тенардит (рос. тенардит; англ. thenardite; нім. Thenardit m) — мінерал класу сульфатів, сульфат натрію острівної будови.
Синоніми: макіт, менардит, піротехніт.

## Історія та етимологія
Мінерал вперше був виявлений на солоному озері Еспартінас поблизу міста Аранхуес в іспанській автономній спільноті Мадрида і описаний у 1826 році іспанським хіміком Хосе Луїсом Касасекою (1800—1869), який назвав його на честь французького хіміка Луї Жака Тенара (1777—1826).

## Загальний опис
Хімічна формула: Na2[SO4]. Містить (%): Na2О — 56,3; SO3 — 43,7. Домішки: К2О, MgO, CaO, Cl i H2O. Сингонія ромбічна. Ромбо-дипірамідальний вид. Форми виділення: зернисті і щільні агрегати, кристалічні кірки, нальоти, вицвіти. Кристали (до дек. см) пірамідальні або таблитчасті. Хрестовидні двійники. Спайність по (010) досконала, по (101) добра. Густина 2,66. Твердість 2,5—3,5. Колір жовтуватий, сіро-білий, червонуватий. Також прозорий, безбарвний. Блиск скляний, іноді смолистий. Злом нерівний. Помірно крихкий. Розчиняється у воді. Типовий матеріал: Музей природознавства, Париж, Франція, 26.252

## Розповсюдження
Тенардит — типовий мінерал евапоритів. Зустрічається в соляних осадових родовищах, відкладах озер в зонах аридного клімату у вигляді пластів потужністю до дек. м. Часто зустрічається в кіркоподібних скупченнях навколо фумарол і на древніх лавових потоках. Рідше утворюється при гідротермальних і пневматолітових процесах. 
Знаходиться в асоціації з епсомітом, гіпсом, натролітом, мірабілітом, бльодитом, глауберитом, галітом та боратами. 
Тенардит можна знайти в різних місцях, але в цілому він не дуже поширений. Наразі, станом на початок XXI ст., відомо близько 200 локалізацій цього мінералу. Зокрема, солоне озеро Еспартінас, поблизу Аранхуес, у складі автономної спільноти Мадрид, Іспанія. На Везувії, регіоні Кампанія та Етні, Сицилія, Італія. З озер долини Ваді-Натрун, на північний захід від Каїра, Єгипет. На озері Етоша Пан, Намібія. У Чилі, солончак Салар-де-Атакама. У США, штат Каліфорнія, Серлз-Лейк, Сода-Лейк, поблизу міста Кемп-Верде, Арізона; в кратері вулкану Кілауеа, вулкан Мауна-Лоа, Гаваї. Рівнина Цзянхань у провінції Хубей, Китай.

## Застосування
Тенардит — це «стандартний мінерал» для опису хімічного складу гірських порід згідно стандарту CIPW-Norm. У медицині — тенардит можна використовувати як проносне, як і інші водорозчинні сульфати (наприклад, мірабіліт). Тенардит використовують при виготовленні скла, соди тощо.